# Thomas Blackwell
Thomas Blackwell (Aberdeen, 1701 – Edimburgo, 1757) è stato un filologo scozzese.

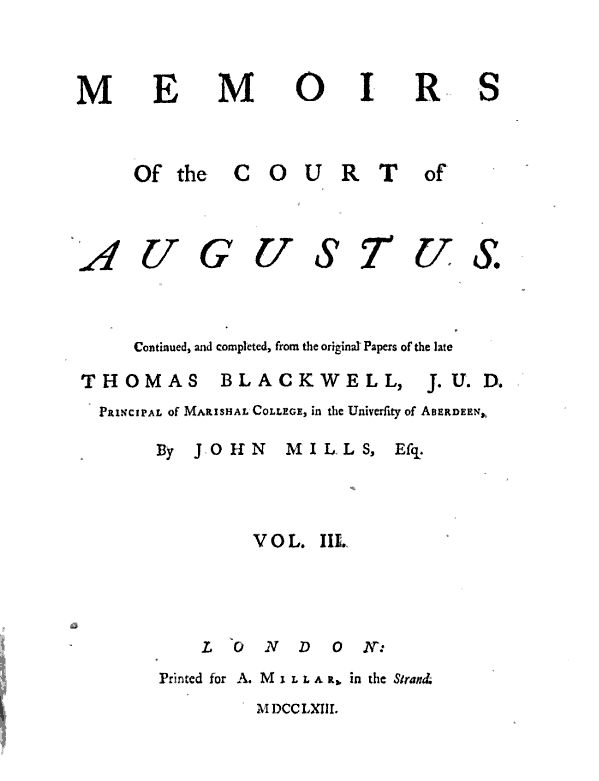
Memorie della corte di Augusto

Nel 1735 pubblicò Uno studio sulla vita e gli scritti di Omero, di matrice alquanto fantasiosa. Nel 1748 raccolse delle Lettere sulla mitologia, per poi cominciare, nel 1753, le Memorie di corte di Augusto, che furono pubblicate postume in 3 volumi fino al 1763. William Duncan ne continuò l'opera, ma non la portò a compimento.